# Кіпаль жовтобровий
Кіпа́ль жовтобровий (Hesperiphona vespertina) — вид горобцеподібних птахів родини в'юркових (Fringillidae), поширений у Північній Америці.
Кіпаль жовтобровий — міцної будови птах з великим дзьобом і коротким хвостом, віднесений до роду Hesperiphona за контрольним списком МОК і Довідником птахів світу, тоді як за контрольним списком Клементса та контрольним списком АОТ він віднесений до роду Coccothraustes. Запроваджена Шарлем Люсьєном Бонапартом у 1850 році назва роду Hesperiphona походить від давньогрецьких і латинських слів, що означають «вечір» і «звук». Птах має виразний вигляд: у дорослого самця яскраво-жовтий лоб і тіло, бура голова та білі плями на крилах, тоді як доросла самка має переважно оливково-буре тіло з сіруватою нижньою частиною та білими плямами на крилах.
Кіпаль жовтобровий розмножується в хвойних і змішаних лісах Канади, західних гірських районів Сполучених Штатів і Мексики. Його схема міграції змінюється, інколи взимку досягаючи на півдні аж до південних районів США. Ці птахи добувають їжу на деревах і кущах, а їх раціон в основному складається з насіння, ягід і комах. В історичні часи ареал птахів розширився на схід, ймовірно, завдяки поширенню кленів ясенелистих та інших чагарників поблизу ферм і наявності годівниць для птахів взимку.

## Таксономія
У 1825 році американський натураліст Вільям Купер офіційно описав кіпаля жовтобрового і назвав його Fringilla vespertina. Етнолог Генрі Скулкрафт надіслав Куперу зразок, зібраний увечері поблизу Су-Сент-Марі Мічиган. Купер записав назву птаха мовою оджибве як «паушкундамо».
Контрольний список МОК і Довідник птахів світу відносять кіпаля жовтобрового та близькоспорідненого кіпаля чорноголового (Hesperiphona abeillei) до роду Hesperiphona. Проте контрольний список Клементса та контрольний список АОТ поміщають кіпалів жовтобрового та чорноголового у рід Coccothraustes разом із костогризом звичайним.
Рід Hesperiphona був представлений Шарлем Люсьєном Бонапартом у 1850 році.  Назва походить від давньогрецького hesperos, що означає «вечір» і phōnē, що означає «звук» або «крик». Видовий епітет походить від латинського vespertinus, що означає «вечірній», «сутінковий» або «присмерковий».
Визнано три підвиди: 
- H. v. vespertina (Cooper, W, 1825) – центральна, східна Канада та північний схід США
- H. v. brooksi Grinnell, 1917 – західна Канада та північний захід США
- H. v. montana Ridgway, 1874 – південний захід США до південного заходу Мексики

## Опис
Кіпаль жовтобровий зовні схожий на євразійського костогриза, обидва є потужними, міцними в’юрками з великими дзьобами та короткими хвостами. Довжина кіпаля жовтобрового коливається від 16 до 22 см, при розмаху крил 30 до 36 см. У великій вибірці кіпалів жовтобрових у Пенсільванії взимку самці важили від 38.7 до 86.1 г із середнім значенням 60 г, а самки від 43.2 до 73.5 г із середнім значенням 58.7 г. Серед стандартних вимірювань хорда крила становила 10.45 до 11.6 см, хвіст від 6 до 6.95см, дзьоб від 1.6 до 2 см і плесно становить 1.95 до 2.2 см.  Доросла особина має короткий чорний хвіст, чорні крила і великий блідо-бежовий дзьоб. У дорослого самця лоб і тіло яскраво-жовті; голова коричнева, а на крилі велика біла пляма. Доросла самка переважно оливково-бура, сіріша на нижній частині та з білими плямами на крилах. Вони також мають гучний характерний крик «чів», схожий на цвірінькання хатнього горобця.

## Розмноження та екологія
Середовищем розмноження є хвойні та змішані ліси Канади та західних гірських районів Сполучених Штатів і Мексики. На Британських островах зареєстровані надзвичайно рідкісні зальоти, наразі лише два випадки. Гніздо будує на горизонтальній гілці або на розвилці дерева.
Міграція цього птаха мінлива; в деякі зими він може блукати далеко на південь, аж до півдня США
Ці птахи добувають їжу на деревах і кущах, іноді на землі. Харчуються переважно насінням, ягодами та комахами. Поза гніздовим сезоном вони часто харчуються зграями. Іноді ковтають дрібний гравій.
В історичні часи ареал цього птаха розширився далеко на схід, можливо, завдяки посадкам кленів ясенелистих та інших кленів і чагарників навколо ферм і наявності годівниць для птахів взимку.

## Галерея

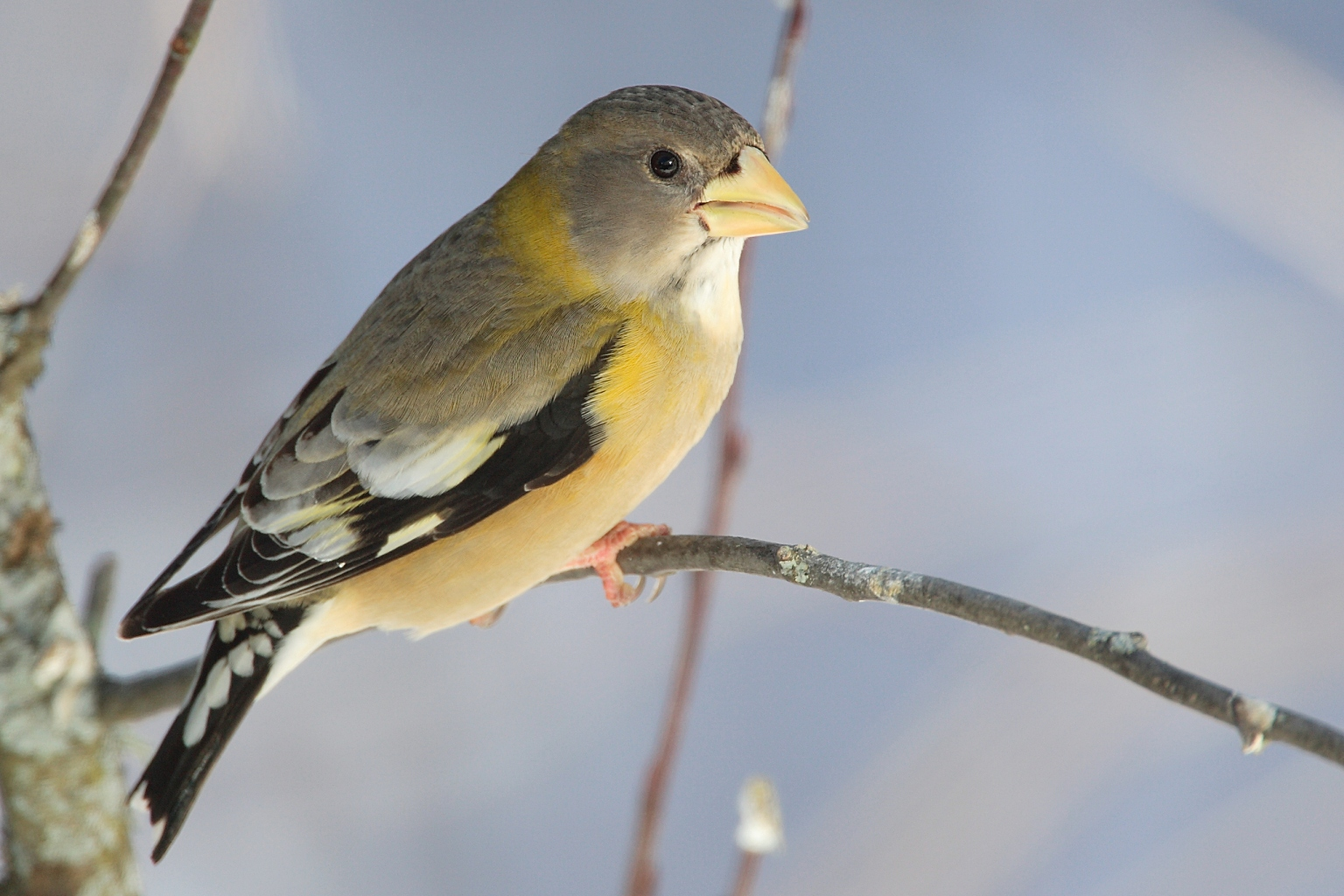
Самиця кіпаля жовтобрового в Провінційному парку Алґонкін, Онтаріо, Канада
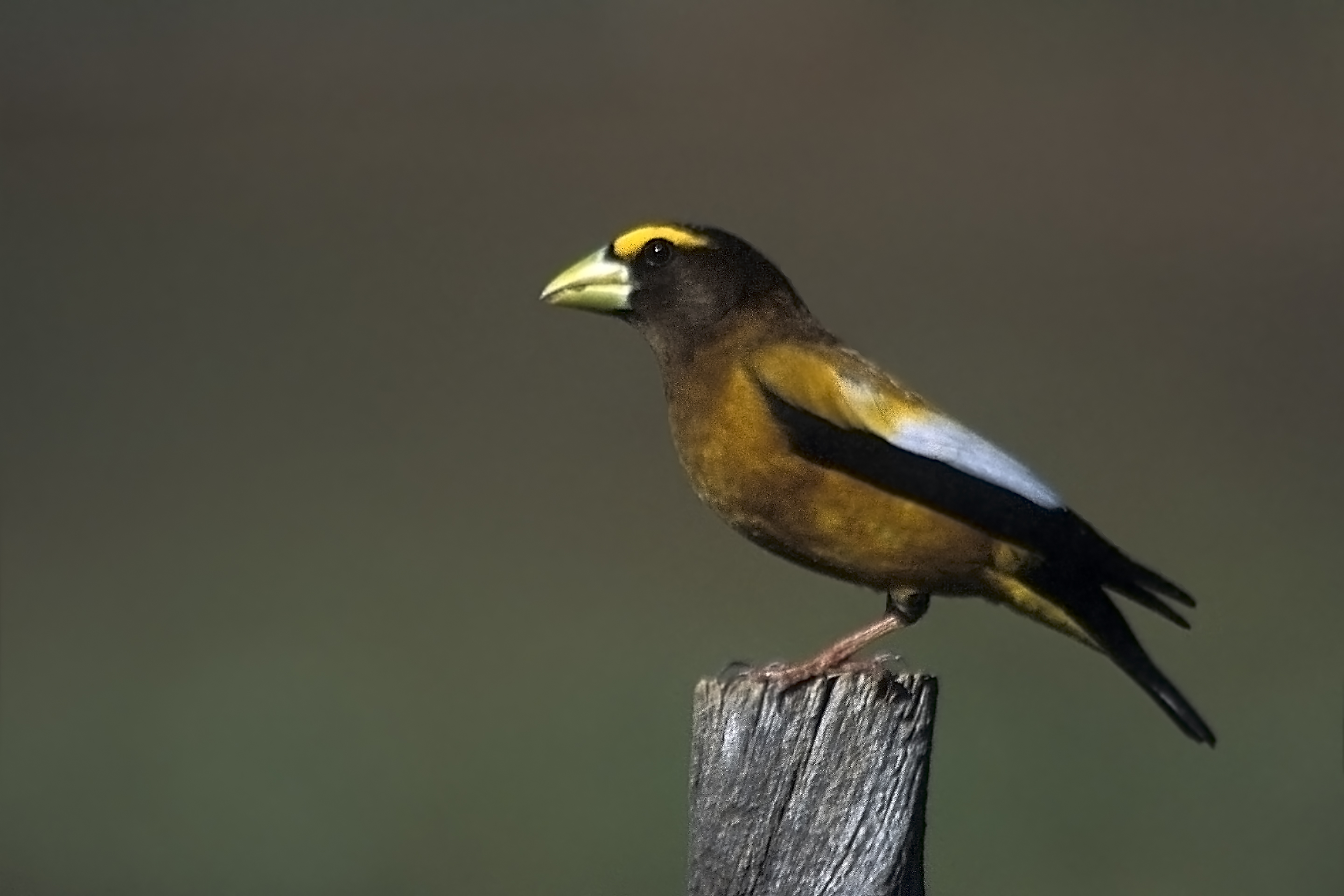
Самець кіпаля жовтобрового в Тручас (Нью-Мексико)
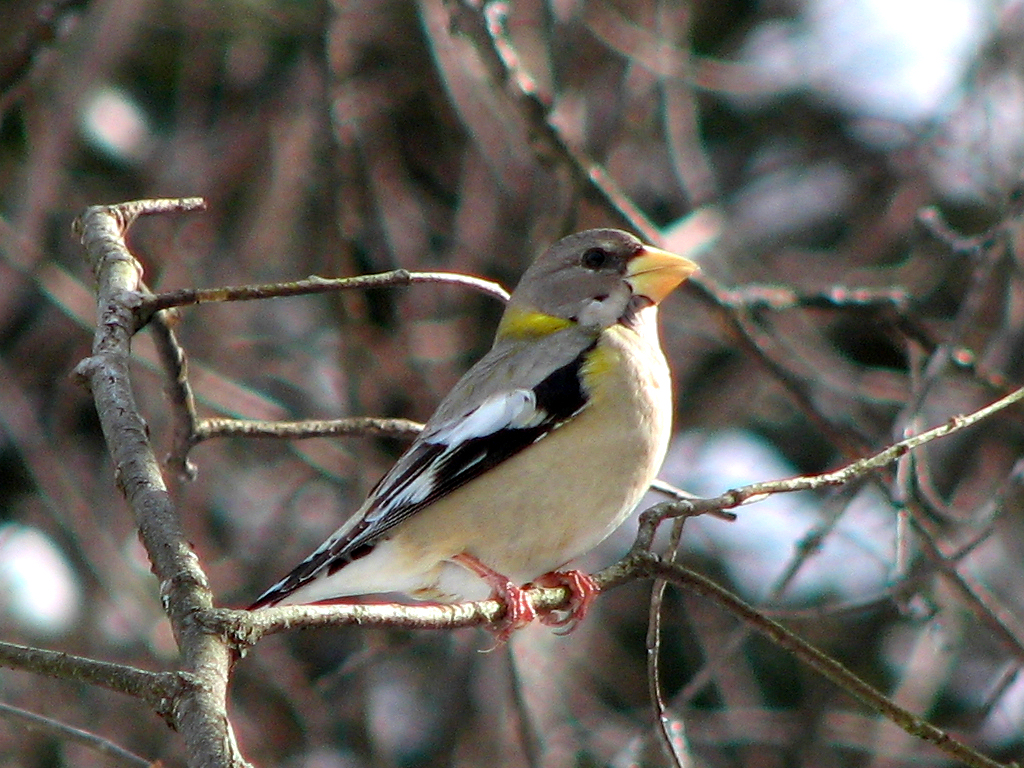
Самиця взимку, Ґатіно-Парк, Квебек, Канада
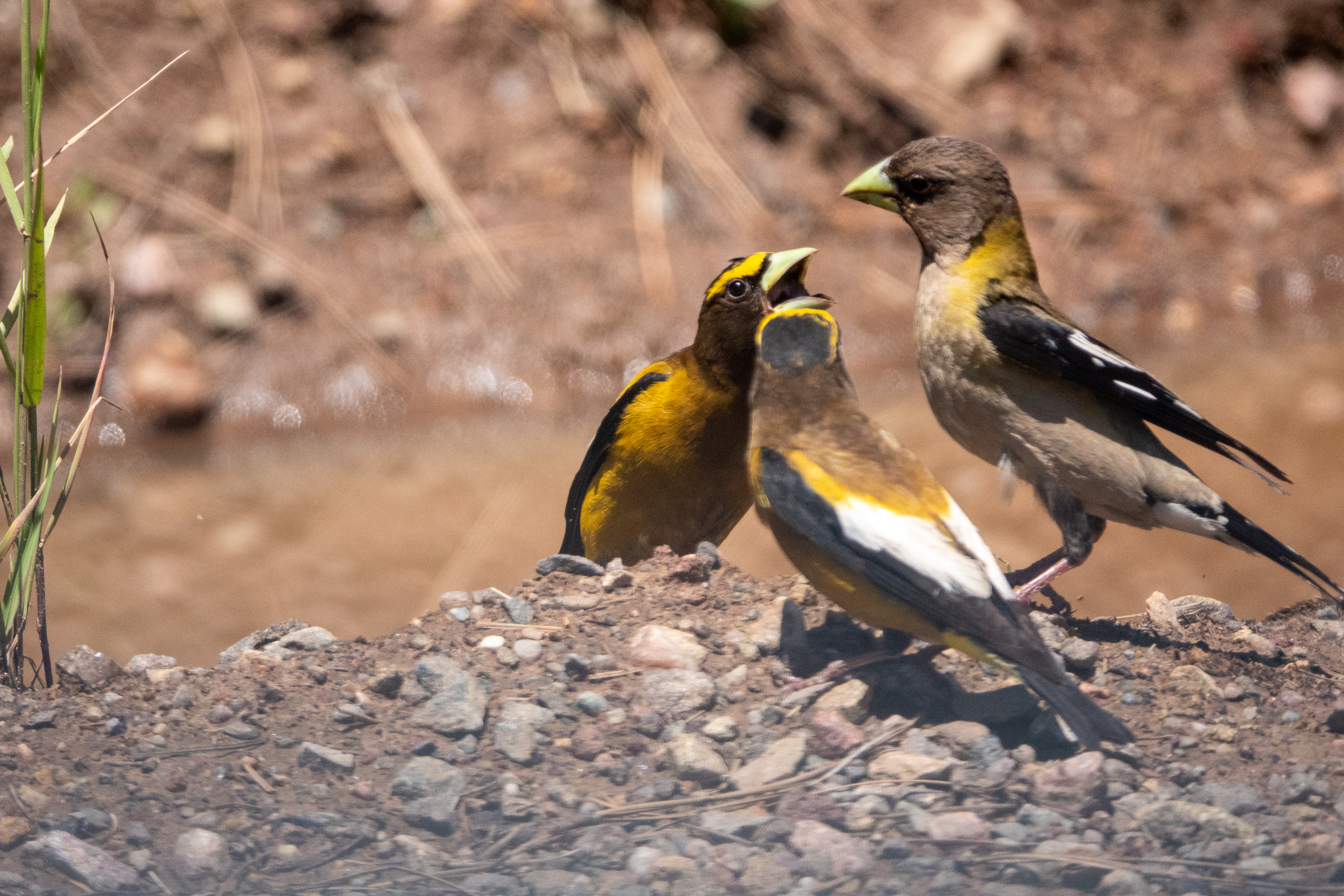
Група птахів у Carson National Forest, Нью-Мексико
- Птахи поїдають насіння соняшника

## Зовнішні посилання
- Кіпаль жовтобровий - Coccothraustes vespertinus - USGS Patuxent Bird Identification InfoCenter
- BirdLife species factsheet for Coccothraustes vespertinus (англ.)
- Hesperiphona vespertina у базі Avibase.
- InternetBirdCollection|evening-grosbeak-hesperiphona-vespertina
- Evening grosbeak photo gallery
- Evening grosbeak species account
- Audio recordings of Evening grosbeak на Xenocanto
- Hesperiphona vespertina Колекція на Flickr